# Patti Basler
Patti Basler (* 10. Mai 1976 in Zeihen) ist eine Schweizer Bühnenpoetin, Autorin, Kabarettistin und Satirikerin.

## Leben und Wirken
Patti Basler wuchs mit zwei Schwestern, eine davon ist die SP-Grossrätin Colette Basler, auf einem Bauernhof in Zeihen im Fricktal auf. 1996 machte sie die Matur in Aarau und 2000 das Lehrerdiplom für die Oberstufe an der Pädagogischen Hochschule FHNW. Anschliessend arbeitete sie als Lehrerin, Pädagogin und Lehrmittelautorin und machte das Lizenziat an der Universität Zürich in Erziehungswissenschaften, Soziologie und Kriminologie. 2015 schloss sie ihr Studium ab. Ihre Lizenziatsarbeit schrieb Basler über Johanna Spyri, die Autorin von Heidi.
2009 nahm Patti Basler erstmals an einem Poetry-Slam teil und entdeckte ihre Leidenschaft dafür. Seither tritt sie regelmässig bei Slams und Dichterlesungen auf. Seit 2015 lebt sie von ihren Auftritten, Kolumnen und Artikeln. Sie veröffentlichte ihre Texte in zahlreichen Medien wie der Aargauer Zeitung, dem Tages-Anzeiger, der NZZ, der Zeit und der SonntagsZeitung. Seit 2022 schreibt sie als Gastkolumnistin monatlich einen Beitrag für die NZZ am Sonntag.
Patti Basler tritt regelmässig in Radio und Fernsehen auf, unter anderem in der Sendung «Late Update» mit Comedian Michael Elsener. Im September 2021 begann sie als Aussenreporterin bei der Fernsehsendung Deville Late Night. Einem breiten Publikum wurde sie bekannt als satirisch-poetische Schnellprotokollantin der Polit-Sendung Arena auf TV SRF1.
2019 wurde Patti Basler für die Schweiz mit dem Salzburger Stier ausgezeichnet, der höchsten Kabarett-Auszeichnung im deutschsprachigen Raum. In der Begründung der Jury heisst es: Patti Basler bringe «die sprachlichen und politischen Widersprüche unserer Zeit zuverlässig und mit fauststarker Direktheit auf den Punkt.»
Sie ist Gastgeberin verschiedener komödiantischer und satirischer Bühnenshows und hat sich als Förderin von Frauen auf Comedy-Bühnen einen Namen gemacht.
Sie lebt bei Baden AG.

## Werke
- «Kropfgezwitscher» mit den Vögeli-Zwillingen 2012, Kabarett-Programm[11]
- «Frontalunterricht» mit Philippe Kuhn 2016, Kabarett-Programm[12]
- «Nachsitzen» mit Philippe Kuhn 2019, Kabarett-Programm[13]
- «Glaube, Liebe, Hoffnung» mit Philippe Kuhn 2022, Kurz-Programm
- «Ein Blatt auf Spyris Grab oder ein Boden, ein Fenster ein Weg» in Howald, Stefan (Hrsg.)  2021: «Projekt Schweiz», Unionsverlag, S. 323–334[14]
- «Königin des Friedens» in Jost, Rita & Kronenberg, Heidi (Hrsg.) 2020: «Gruss aus der Küche, Texte zum Frauenstimmrecht» Rotpunktverlag,  S. 206–212[15]
- «Dreissig Meter» in Balsiger, Mark (Hrsg.) 2020: «Dazwischen – Unterwegs mit 24 Pendlergeschichten», S. 83–85[16]
- «Schützi, Turn, Halle!», «Statt Theater», «Zu – Auf – Olten», «Znacht am ölfi z Olte» in «Das Schaukelpferd in Bichsels Garten – Geschichten vom Schweizer Schriftstellerweg» Knapp-Verlag 2021, S. 17–25[17]
- «Eine Eier legende Eierlegende kommt zu ihrem Eierlegende» in Werner, Ella Carina; Buddenkotte, Katinka (Hrsg.) «Niemand hat die Absicht ein Matriarchat zu errichten» Satyr-Verlg 2022[18]

## Fernsehen, Radio, Film
- «Die dargebotene Faust – satirisches Sorgentelefon von und mit Patti Basler» Radio SRF1, seit 2017[19]
- «Arena» TV SRF1, regelmässige Instant-Protokollantin, seit 2018
- «Late Update» mit Michael Elsener TV SRF1, Aussenreporterin, 2019[20]
- «Patti Basler Talk», satirischer Talk, TV SRF1, 2020[21]
- «Deville Late Night» TV SRF1, Aussenreporterin seit 2021
- «Pafpaffs Happy Hour» 3Sat 2017[22]
- WDR Satire, «SchweizerInnenSicht» wdr.de 2021[23]
- «Nuhr im Ersten» ARD 2021[24]
- «Museumscheck» 3Sat 2021[25]
- «Mad Heidi», Nebenrolle Gefängnisköchin 2022

## Auszeichnungen
Patti Basler wurde bei Poetry-Slams und Talenttagen mehrfach ausgezeichnet.
2013 Förderpreis Kanton Aargau Pro-Argovia
2018 wurde sie Schweizer Vizemeisterin im Poetry-Slam.
2019 wurde Patti Basler für die Schweiz mit dem Salzburger Stier ausgezeichnet.